# كينغو كيتازومي
كينغو كيتازومي (باليابانية: 北爪 健吾) (30 أبريل 1992 في غونما في اليابان – )؛ هو لاعب كرة قدم ياباني سابق كان يلعب كمدافع.

## وصلات خارجية
- كينغو كيتازومي على موقع رابطة كرة القدم اليابانية للمحترفين (اليابانية)
- كينغو كيتازومي على موقع قاعدة بيانات كرة القدم.إي يو (الإنجليزية)
- كينغو كيتازومي على موقع Soccerway.com (الإنجليزية)
- كينغو كيتازومي على موقع عالم كرة القدم.نت (الإنجليزية)